# RMS Aquitania
«Аквитания» (англ. RMS Aquitania) — британский пассажирский лайнер, принадлежавший компании «Cunard Line» (Cunard Steamship Line Shipping Company). Проект лайнера был создан на основе проекта «Мавритании», однако «Аквитания» была больше, медленнее и роскошнее. Он считался одним из самых красивых четырёхтрубных пассажирских лайнеров.
«Аквитания» — единственный четырехтрубный пассажирский лайнер, принявший участие в обеих мировых войнах, он служил в качестве госпитального судна и войскового транспорта.

## Предпосылки к созданию, строительство

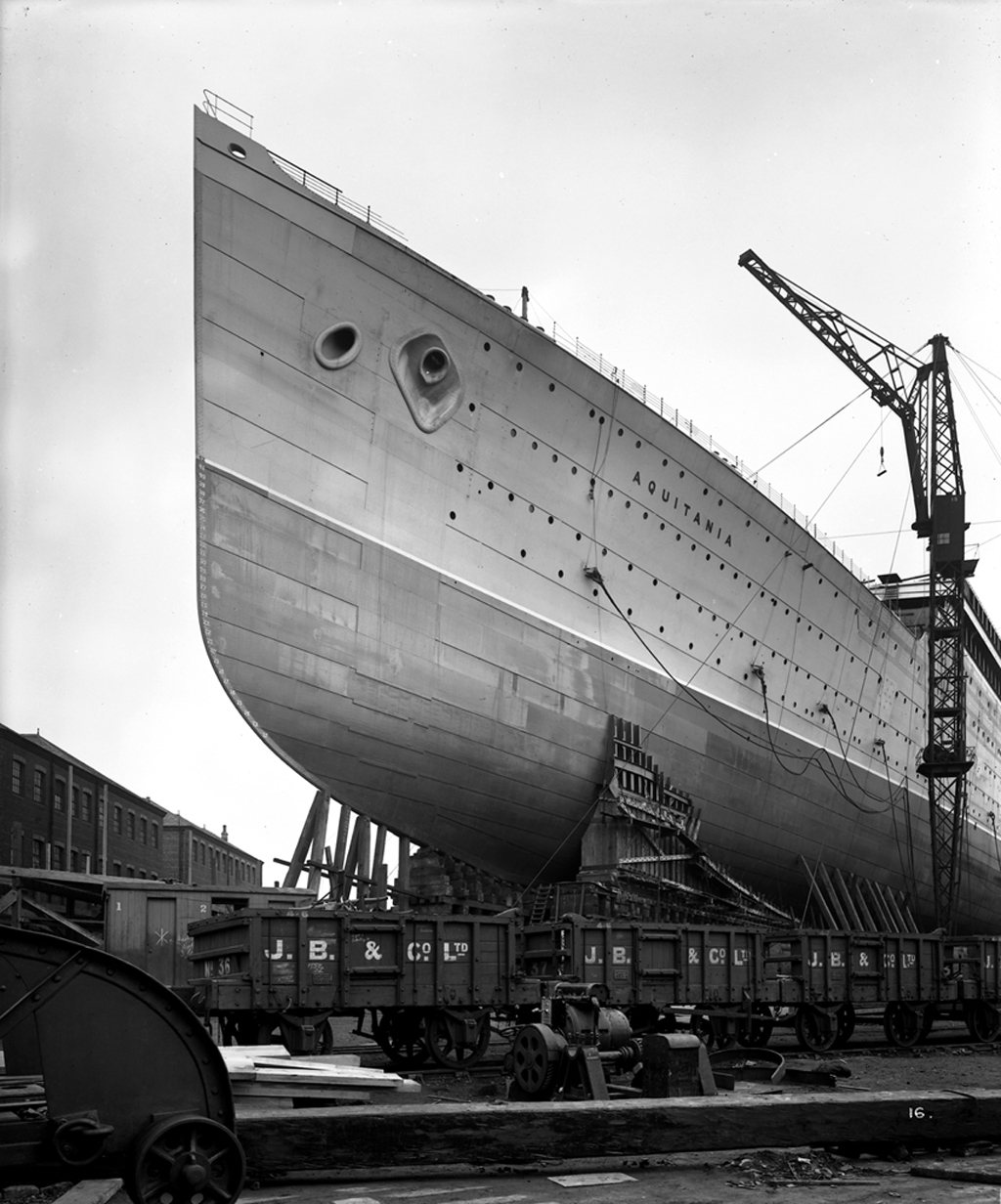
Аквитания перед спуском на воду

### Конкуренция между немецкими и британским пароходствами
В 1897 году Германия построила самое быстрое судно в мире, «Кайзер Вильгельм дер Гроссе», тем самым пошатнув статус Великобритании — «владычицы морей». Великобритания стремилась превзойти Германию, вернув себе первое место на море.
Первый шаг был сделан компанией «Уайт Стар Лайн» введением в эксплуатацию в 1901 году судна «Селтик». Это было первое судно, которое превысило по размерам «Грейт Истерн» и обладало скоростью в 16 узлов. За «Селтиком» последовали три брата — «Седрик», «Балтик» и «Адриатик».
Следующей в эту гонку вошла британская компания Кунард Лайн: в 1906 году был спущен на воду лайнер «Лузитания» с тоннажем 31 550 брт. Через 6 месяцев была спущена на воду сестра «Лузитании» — «Мавритания». Эти два судна обеспечили Великобритании положение ведущей нации в торговом мореходстве. «Кунард Лайн» теперь владела двумя самыми быстрыми и самыми большими лайнерами. Тем самым, «Кунард Лайн» обошла «Уайт Стар Лайн».
В 1911 году «Уайт Стар Лайн» построила лайнер «Олимпик» с тоннажем 45 324 тонны, который мгновенно стал сенсацией. За ним последовал его брат «Титаник», но так как последний погиб во время первого плавания и унёс жизни 1496 человек, репутация «Уайт Стар Лайн» была сильно подпорчена. Поэтому «Кунард Лайн» могла и дальше не считать «Уайт Стар Лайн» угрозой своему престижу.

### Расширение дуэта в трио
Однако, так как «Олимпик» и «Титаник» превзошли «Лузитанию» и «Мавританию» в размерах, «Кунард Лайн» была вынуждена построить третье судно, которое превзошло бы гигантов «Уайт Стар Лайн». Компанией «Кунард Лайн» был приглашён Леонард Пескетт для проектировки третьего судна. Это был тот же человек, который проектировал «Мавританию». Было решено сделать просто большую копию «Мавритании». Был скопирован даже старый проект с четырьмя трубами. Джон Браун и Ко. — та же верфь, которая строила «Лузитанию», была выбрана для строительства нового лайнера «Кунард Лайн». Любопытно, что до апреля 1912 года руководство «Кунарда», пытаясь угнаться также за германскими конкурентами, планировало заказать ещё один лайнер, однотипный «Аквитании» (а в компании «Гамбург-Америка Лине» — витала идея закладки четвёртого в серии «Император», «Фатерланд», «Бисмарк», якобы длиной 300 метров). Но гибель «Титаника» быстро изменила условия конкуренции в пассажирском трансатлантическом судоходстве; компания «Уайт Стар» получила сокрушительный удар по репутации (достаточно того, что на «Олимпике» взбунтовались матросы и стюарды, требовавшие установить достаточное количество шлюпок), от которого в итоге так и не оправилась, и который в долгосрочной перспективе способствовал её краху и слиянию с «Кунардом». Поэтому новый виток строительной гонки лайнеров не состоялся.
Когда «Титаник» затонул в апреле 1912 года, «Аквитания» всё ещё была в процессе постройки и, таким образом, дополнительные спасательные шлюпки были установлены до введения судна в эксплуатацию — преимущество, которое она имела перед такими судами, как «Олимпик» и «Мавритания».

## Спуск на воду, первый рейс
21 апреля 1913 года новый компаньон «Лузитании» и «Мавритании» был спущен на воду и наречён «Аквитанией». «Кунард Лайн» следовали традиции называть суда в честь римских провинций, и название «Аквитании» пошло от области в сегодняшней юго-западной Франции. После спуска началась отделка. Работа велась приблизительно тринадцать месяцев, и 29 мая 1914 года «Аквитания» была введена в эксплуатацию. Но это событие было омрачено гибелью пассажирского лайнера «Эмпресс оф Айрленд» в Канаде.

## Интерьер

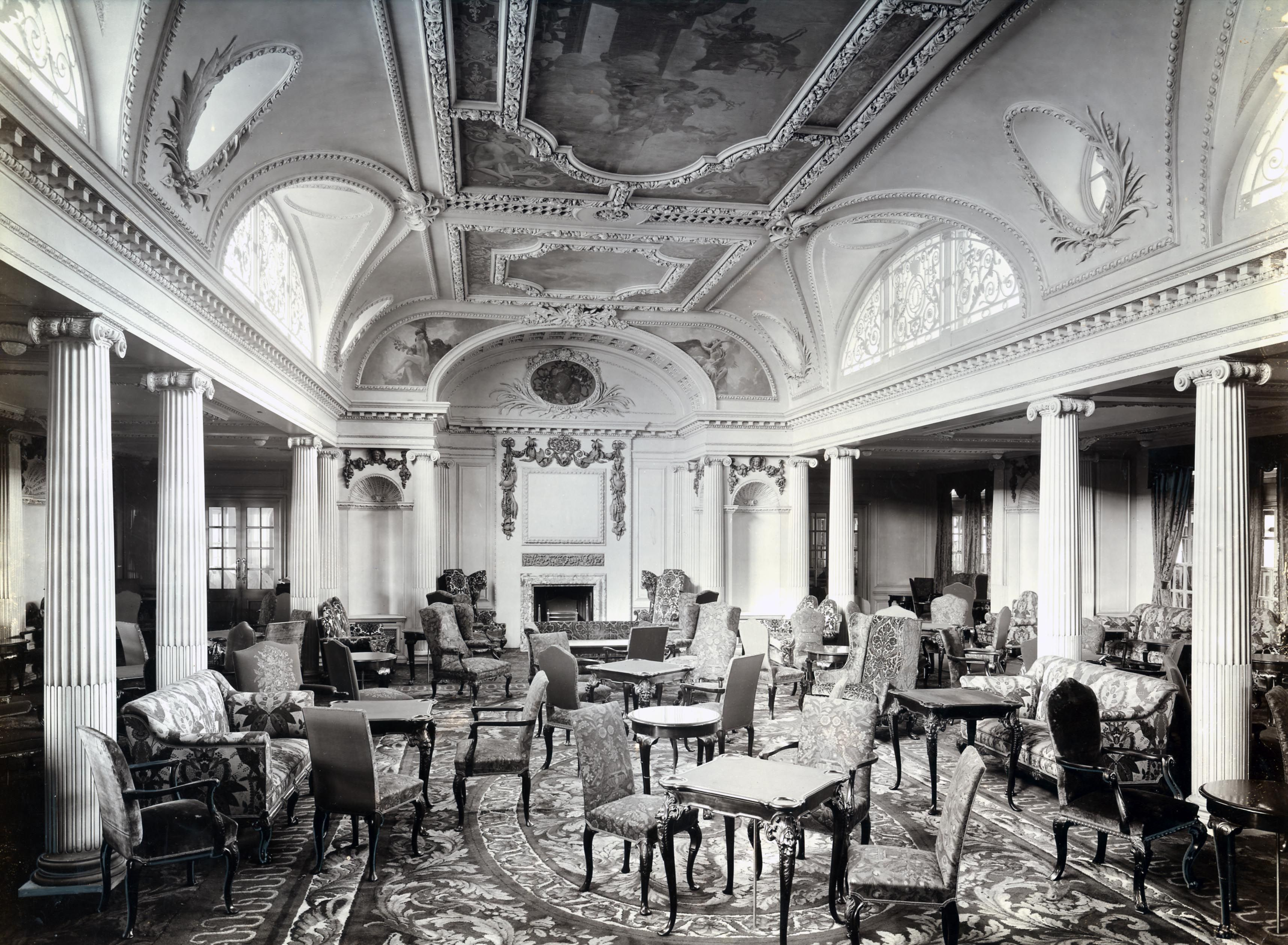
Гостиная первого класса

При создании собратьев «Аквитании» конструкторы уделяли больше внимание быстроходности, нежели внутреннему убранству. «Аквитания» же строилась в первую очередь с роскошными интерьерами пассажирских зон. «Лузитания» и «Мавритания» были в состоянии пересечь Атлантику со средней скоростью приблизительно в 25—26 узлов, тогда как «Аквитания» имела ограниченную скорость в 23 узла, однако для её пассажиров скорость не имела значения. За исключением размера нового лайнера — это был крупнейший кунардер до «Куин Мэри» — самым захватывающим в нём были изумительные интерьеры. Гостиная в стиле Палладио с колоннами занимала две палубы, как и обеденный салон первого класса. Такое фантастическое внутреннее убранство обеспечило «Аквитании» прозвище «Ship Beautiful».
Многие считали, что внешний вид «Аквитании» исключительно хорош и приятен для глаз, но были люди и с противоположным мнением. Например, Джон Макстон-Грэм говорил, что у «Аквитании», по сравнению с «Олимпиком», была слишком громоздкая и большая надстройка, из-за чего судно выглядело угловатым и неуклюжим.

## Первая мировая война

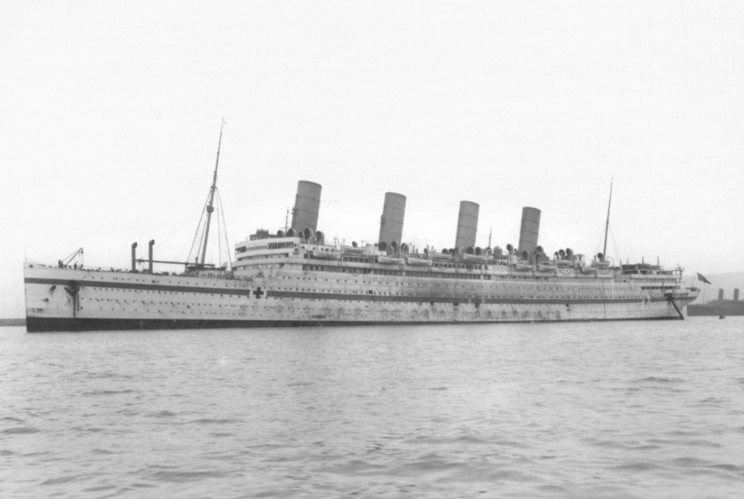
Аквитания как госпитальное судно

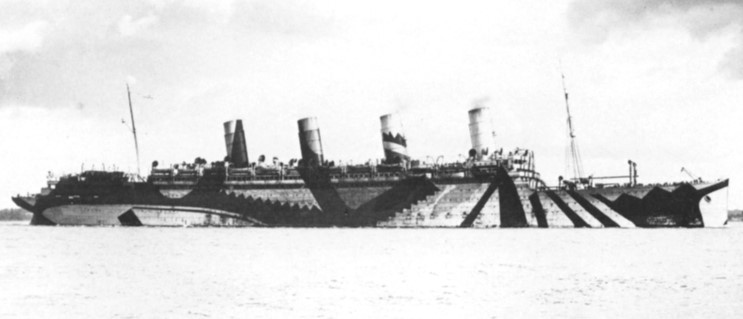
Аквитания как транспортное судно

К началу Первой мировой войны «Аквитания» совершила лишь несколько трансатлантических рейсов между Саутгемптоном и Нью-Йорком. «Аквитания» была призвана на службу как единица Королевского флота. Сначала она использовалась как вооружённый коммерческий крейсер. Этот вариант оказался неудачным, поскольку она расходовала много топлива. Затем она была преобразована в транспортное судно. Ближе к концу войны она вновь сменила род деятельности: теперь её использовали в качестве госпитального судна. Одной из многих её обязанностей в этом облике являлась служба в Средиземноморье наряду с последним и наибольшим судном «Уайт Стар Лайн» — «Британником». Вскоре ситуация в Средиземноморье стала спокойнее, и надобность в кораблях-госпиталях отпала. Единственным госпитальным судном, оставшимся в Средиземноморье, был «Британник», а «Аквитания» вместе с «Мавританией» были переведены в разряд транспортных кораблей.

## После Первой мировой войны

«Аквитания» после Первой мировой войны. Над старым мостиком уже возвели новый

### Расцвет послевоенной карьеры
Военные действия закончились в 1918 году, Германия и Австрия подписали капитуляцию в Версале.
Наконец «Аквитания» могла вернуться к коммерческим рейсам, для которых и была предназначена.
«Кунард Лайн» потеряла 22 судна в ходе военных действий, среди которых была «Лузитания», погибшая в результате атаки немецкой подводной лодки 7 мая 1915 года. Сначала компания «Кунард Лайн» намеревалась заполнить место «Лузитании» лайнером «Юстиция» (SS Justicia) компании «Холланд-Америка Лайн», но вскоре поступило более заманчивое предложение. По мирному договору, подписанному в Версале, Германия должна была выплатить контрибуцию. Она состояла в предоставлении коммерческого тоннажа победившим государствам. Благодаря этому собственностью «Кунард Лайн» стал 52 000-тонный лайнер компании HAPAG «Император». Он сразу же был переименован в «Беренгарию» и перекрашен в ливрею «Кунард Лайн». Позднее «Мавритания», «Аквитания» и «Беренгария» стали известны как «Большая тройка».
Так же, как и многие другие суда, «Аквитания» была переведена на жидкое топливо вместо угля. Это несколько улучшило её работу, и несколько раз ей удалось развить скорость в 24 узла. Во время ремонта её мостик был изменён на «еще более неуклюжий». Команда жаловалась, что старый мостик расположен слишком низко, и они не могут должным образом следить за тем, что происходит перед носом. Новый мостик был построен на крыше старого.
Времена становились всё лучше, и «Аквитания» превратилась в один из самых прибыльных океанских лайнеров за всю историю. Теперь много денег поступало от продажи билетов аристократам, как сэр Уильям Беверидж, политикам, писателям как Соммерсет Моэм, кинозвёздам, как Дуглас Фэрбенкс-старший, и спортсменам как Джек Демпси. «Аквитания» стала их любимицей, а 1920-е годы стали одним из самых прибыльных периодов в истории океанских путешествий.

### Биржевой крах 1929 года и его последствия
В 1929 году произошёл Крах на Уолл Стрит в Нью-Йорке. Положение стало столь катастрофичным, что миллионеры накладывали на себя руки. Кризис рано или поздно затрагивал всех.
Океанским лайнерам также не удалось избежать проблем. Лишь немногие теперь могли позволить себе дорогой рейс через океан. На лайнерах, которые раньше были заполнены пассажирами, теперь было больше членов команды, чем пассажиров. Тогда компания «Кунард Лайн» стала отправлять «Аквитанию» в дешёвые круизы по Средиземноморью. Такие круизы пользовались успехом. Особенно среди американцев, которые ходили в «хмельные круизы», избегая запрета на алкоголь, действовавшего у них на родине. Среди пассажиров-американцев сезона в мае 1931 года был действующий губернатор штата Нью-Йорк Франклин Рузвельт.
У компании «Уайт Стар Лайн» тоже было много проблем, а в середине тридцатых и «Кунард Лайн» начала испытывать трудности. «Кунард Лайн» отчаянно нуждалась в помощи, поскольку началось строительство 80 000-тонного судна, будущей «Куин Мэри», конкурента французской «Нормандии». Компания в очередной раз обратилась к британскому правительству за помощью, точно так же, как они сделали, когда собирались строить «Лузитанию» и «Мавританию». На сей раз правительство потребовало, чтобы «Кунард Лайн» объединилась с «Уайт Стар Лайн».

### Слияние Кунард Лайн с Уайт Стар Лайн
«Уайт Стар Лайн» строила «Океаник», конкурента «Нормандии» и будущей «Куин Мэри», но экономические проблемы задели компанию слишком сильно, и они должны были оставить проект. Компания «Уайт Стар Лайн» рассматривала возможность участия в строительстве «Куин Мэри» и присоединения к «Кунард Лайн». После переговоров появилось новое пароходство — «Кунард-Уайт Стар Лайн». «Кунард Лайн» имела 62 процента акций.
Это означало, что у «Аквитании» внезапно появилось ещё три компаньона. Большая тройка Уайт Стар Лайн — «Маджестик», «Олимпик» и «Гомерик» — теперь сотрудничали с Большой тройкой Кунард Лайн — «Беренгарией», «Аквитанией» и «Мавританией». Но вскоре было решено послать большую часть старых судов на слом. Стареющий «Адриатик» совершил несколько рейсов в 1934 году прежде, чем его послали в Японию на слом. Вскоре после этого любимая всеми «Мавритания» покинула Саутгемптон в последний раз так же, как «Гомерик», а позже «Олимпик» и «Маджестик». «Аквитанию» планировали сохранить до введения в эксплуатацию сестры «Куин Мэри» «Куин Элизабет» в 1940 году.
10 апреля 1935 года произошёл неприятный инцидент. На пути в Саутгемптон из Средиземноморского круиза «Аквитания» села на мель и застряла там на 26 часов. Во время следующего прилива с помощью десяти буксиров лайнер был освобождён. «Аквитания» практически не пострадала и очень скоро вернулась в строй.

## Вторая мировая война

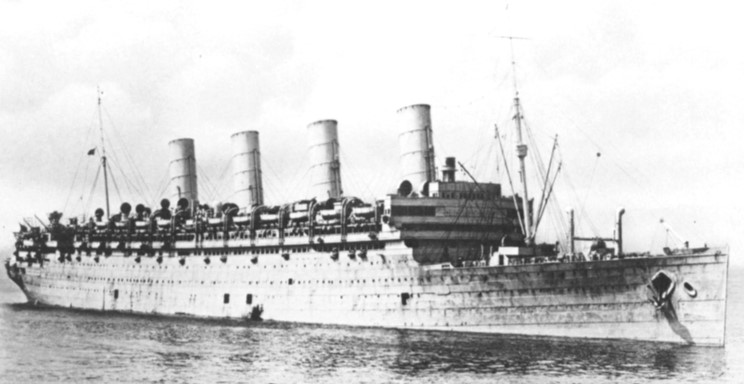
«Аквитания» как военный транспорт

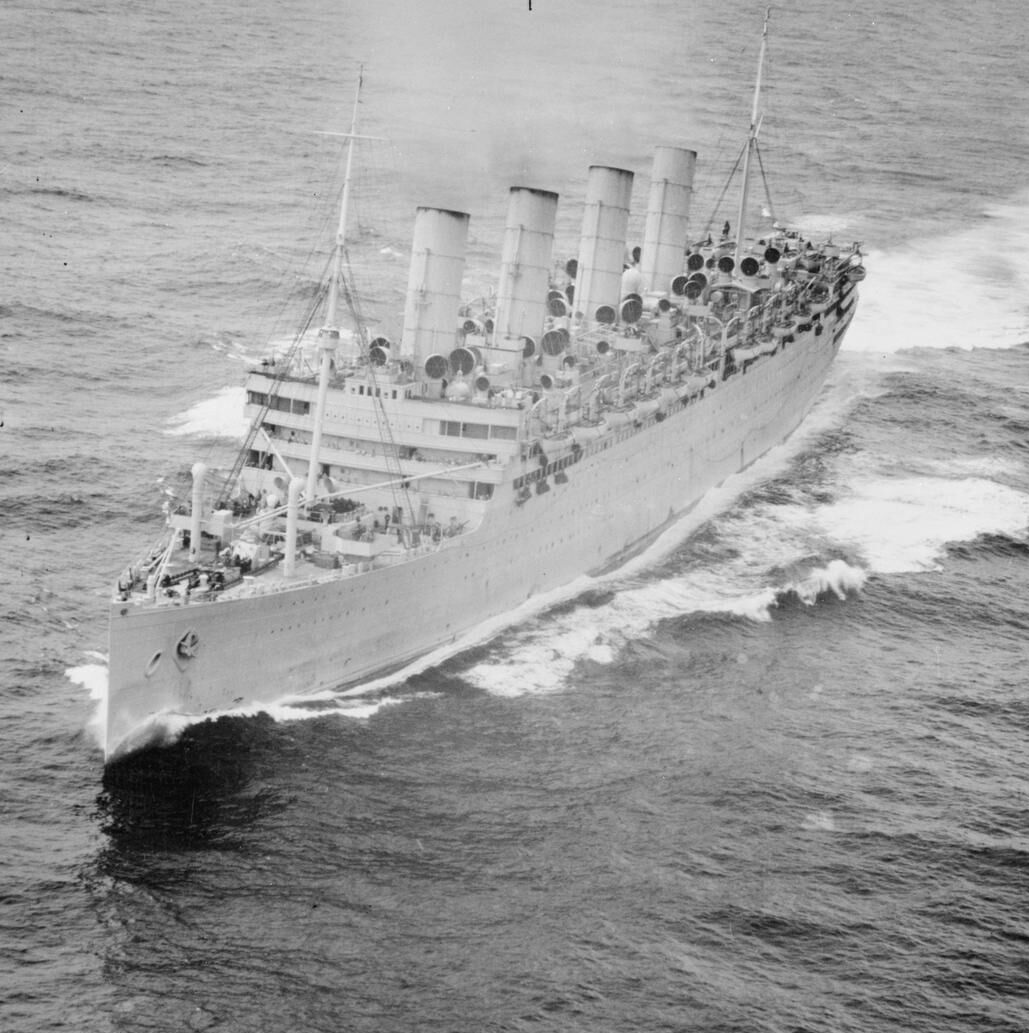
«Аквитания» во время перехода между Австралией и Сан-Франциско. Вторая мировая война

Планы «Кунард Лайн» по сохранению «Аквитании» до 1940 года рухнули с началом Второй мировой войны. Наряду с выдающимися судами, такими как «Куин Мэри», «Куин Элизабет», «Нормандия» и «Иль де Франс», «Аквитания» присоединилась к Королевскому британскому флоту для того, чтобы помочь стране сражаться с врагом. В Нью-Йорке у пирса 88 стояла на приколе «Иль де Франс» и «Нормандия», у пирса 90 были «Куин Мэри» и «Аквитания», и наконец, у пирса 92 тогдашний обладатель «Голубой ленты Атлантики» лайнер компании «Италия Лайн» «Рекс» — все предназначены для военного использования.
Во время войны «Аквитания» блестяще выполняла свои обязанности. Когда Германия капитулировала в 1945 году, для лайнеров военная служба ещё не закончилась. Прежде чем они вернулись к своей коммерческой деятельности, они должны были транспортировать войска обратно. Для «Аквитании» это длилось до 1949 года, когда она была возвращена «Кунард Лайн».

## Послевоенное использование

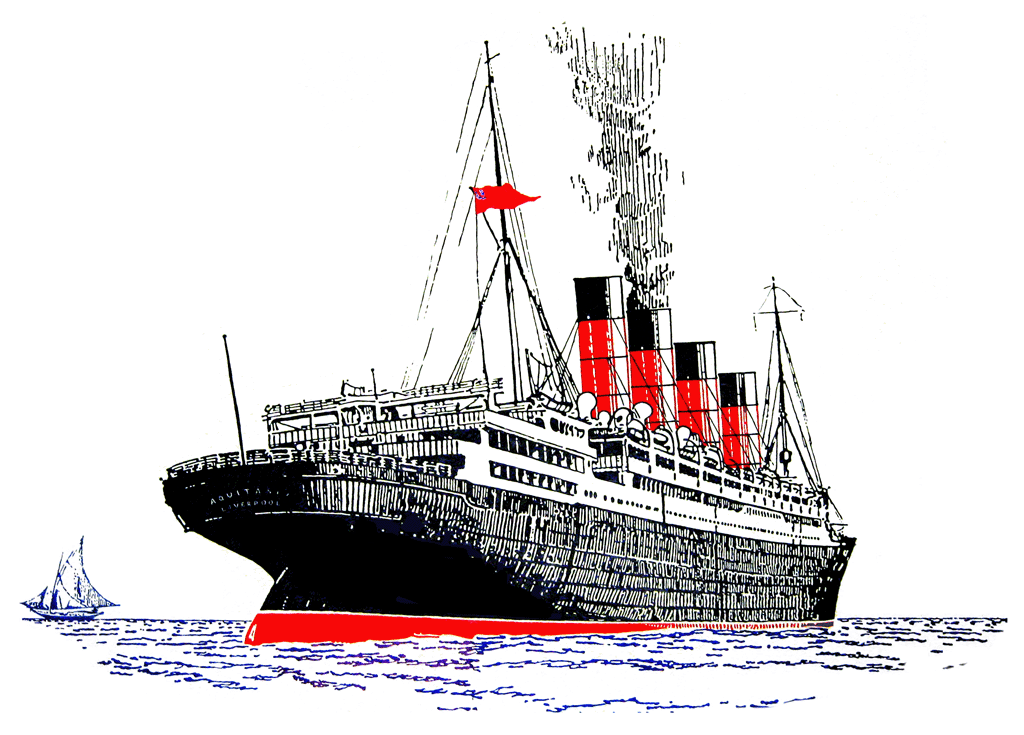
Аквитания

После Второй мировой войны «Аквитания» не была переоборудована обратно в роскошный лайнер, но всё равно вернулась к пассажирским перевозкам. Часть её роскошной мебели, которая была снята перед войной, была помещена на «Британник», который раньше принадлежал «Уайт Стар Лайн». Теперь «Аквитании» предстояло перевозить эмигрантов между Саутгемптоном и Галифаксом.
Она ходила по этому маршруту в течение следующего года. Вскоре было решено, что «Аквитания» уже окончательно устарела. В конце 1949 года фортепиано провалилось на нижнюю палубу «Аквитании», а при косметической покраске дымовых труб выяснилось, что они проржавели настолько, что держались лишь на толстом слое копоти и гари, неочищенном за все время войны. Трубы стали очень неустойчивыми из-за ржавчины, поскольку они были тонкие и тяжёлые. Прекрасный ранее лайнер разваливался на глазах. В феврале 1950 года «Аквитанию» отправили на слом.
Лайнер «Аквитания» эксплуатировался с 1914 года почти 36 лет, участвовал в двух мировых войнах, успел совершить мирные рейсы до и после конфликтов, прошёл три миллиона миль, совершил почти 450 рейсов туда-обратно, перевёз 1,2 миллиона пассажиров за свою активную морскую карьеру, что сделало его самым продолжительным экспресс-лайнером 20-го века.

## «Аквитания» в искусстве
- Кадры проплывающей «Аквитании» вставлены в фильм Фрэнка Капры «Силач» (1926), с Гарри Лэнгдоном в главной роли.
- В фильме Эскадрилья «Лафайет» (2006) один из главных персонажей отправлялся из Нью-Йорка в Европу на «Аквитании».
- В фильме Легенда о пианисте (1998) лайнер «Вирджиния» силуэтно фактически срисован с «Аквитании», хотя имеет ливрейный цвет труб красно-зелёный.
- В британском фильме 1929 года «Атлантик» (первый звуковой фильм о трагедии «Титаника») корабль показывается лишь на несколько секунд в момент столкновения с айсбергом, однако можно различить в силуэте бутафорской модели лайнера черты и обводы «Аквитании».
- Именно «Аквитания» появляется в гавани Эмпайр-Бэя в игре Mafia II.
- Аквитания — позывной агента в одной из миссий в игре Hidden & Dangerous 2.
- В игре World of Warships корабль «Аквитания» присутствует на карте "Сейшельские острова".